# Filozofia Zachodu
Filozofia Zachodu lub filozofia europejska – myśl filozoficzna cywilizacji zachodniej. Termin stosowany dla odróżnienia od stanowiącej inną specjalność naukową filozofii Wschodu (indyjskiej oraz chińskiej). Filozofia europejska zaczęła kształtować się około VI wieku p.n.e. w starożytnej Grecji i w XXI w. dalej się rozwija.

## Początki filozofii europejskiej
Starożytna filozofia grecka powstała nie w samej Grecji, lecz w założonych przez Greków jońskich miastach na zachodnim wybrzeżu Azji Mniejszej. Tutaj wcześniej niż w Grecji rozwinęła się produkcja niewolnicza, handel i ukształtowana na ich podstawie kultura duchowa. Pierwsze filozoficzne teorie powstały na przełomie VII i VI wieku p.n.e. w Milecie — największym mieście greckim w Azji Mniejszej. W końcu VII i w VI wieku żyli tu trzej myśliciele: Tales, Anaksymander i Anaksymenes. Pierwszym filozofem milezyjskim był Tales, który nieusatysfakcjonowany mitologicznym wyjaśnieniem powstania świata próbował wyjaśnić to zagadnienie w sposób naukowy. Tales uważał, że wszystko powstało z wody, podczas gdy jego poprzednicy mówili o bóstwach wody (Okeanosie i Tetydzie).
Tak zwany pierwszy okres filozofii starożytnej (w którym działali m.in. jońscy filozofowie przyrody, eleaci czy Heraklit) był typowym okresem powstania i rozwoju filozofii i nie obejmował wielu zagadnień, skupiając się głównie na kosmologii. Inne zagadnienia (psychologia, epistemologia, estetyka, etyka) zostały potraktowane ubocznie. Filozofia nie korzystała wówczas z pomocy nauk szczegółowych (które nie istniały), a czasem je zastępowała. W tzw. okresie klasycznym za sprawą takich filozofów jak Platon, Sokrates czy Arystoteles myśl filozoficzna rozwinęła się.

## Dyscypliny filozofii europejskiej
Filozofowie zachodni często dzielili filozofię na poddyscypliny. Tradycyjny podział filozofii na etykę, fizykę i logikę został dokonany przez stoików.
Współcześnie głównymi działami filozofii są metafizyka, epistemologia, etyka i estetyka (ostatnie dwie składają się na aksjologię). Logika jest czasami włączana jako dział filozofii, a czasami traktowana jako odrębna nauka.